# Архиепархия Тайбэя
Архиепархия Тайбэя (лат. Archidioecesis Taipehensis) — архиепархия Римско-Католической Церкви с центром в городе Тайбэй, Китайская Республика. В митрополию Тайбэя входят епархии Гаосюна, Тайнаня, Тайчжуна, Синьчжу, Хуаляня, Цзяи. Кафедральным собором архиепархии Тайбэя является церковь Непорочного Зачатия Пресвятой Девы Марии в городе Тайбэй.

## История
30 декабря 1949 года Римский папа Пий XII издал буллу «Quo in Insula», которой учредил апостольскую префектуру Тайбэя, выделив её из апостольского викариата Формозы (сегодня — Епархия Гаосюна).
7 августа 1952 года Римский папа Пий XII издал буллу «Gravia illa Christi», которой передал часть территории для возведения апостольская префектура передала часть своей территории для возведения новой апостольской префектуры Хуаляня (сегодня — Архиепархия Хуаляня) и одновременно возвёл апостольскую префектуру Тайбэя в ранг архиепархии.
21 марта 1961 года архиепархия Тайбэя передала часть своей территории для возведения новой епархии Синьчжу.

## Ординарии архиепархии
- архиепископ Иосиф Го Жоши (13.06.1950 — 4.12.1959);
- архиепископ Станислав Ло Гуан (15.02.1966 — 5.08.1978);
- архиепископ Матфей Цзя Яньвэнь (15.11.1978 — 11.02.1989);
- архиепископ Иосиф Ди Ган (11.02.1989 — 24.01.2004);
- архиепископ Иосиф Чжэн Цзайфа (24.01.2004 — 9.11.2007);
- архиепископ Иоанн Хун Шаньчуан SVD ([1] (9.11.2007 — 23.05.2020);
- архиепископ Томас Чжун Аньцзу  (23.05.2020 — по настоящее время).

## Источник
- Annuario Pontificio, Libreria Editrice Vaticana, Città del Vaticano, 2003, ISBN 88-209-7422-3
- Булла Quo in Insula Архивная копия от 27 марта 2010 на Wayback Machine, AAS 42 (1950), стр. 421  (лат.)
- Булла Gravia illa Christi Архивная копия от 3 февраля 2020 на Wayback Machine, AAS 44 (1952), стр. 852  (лат.)